# Animales mensajeros

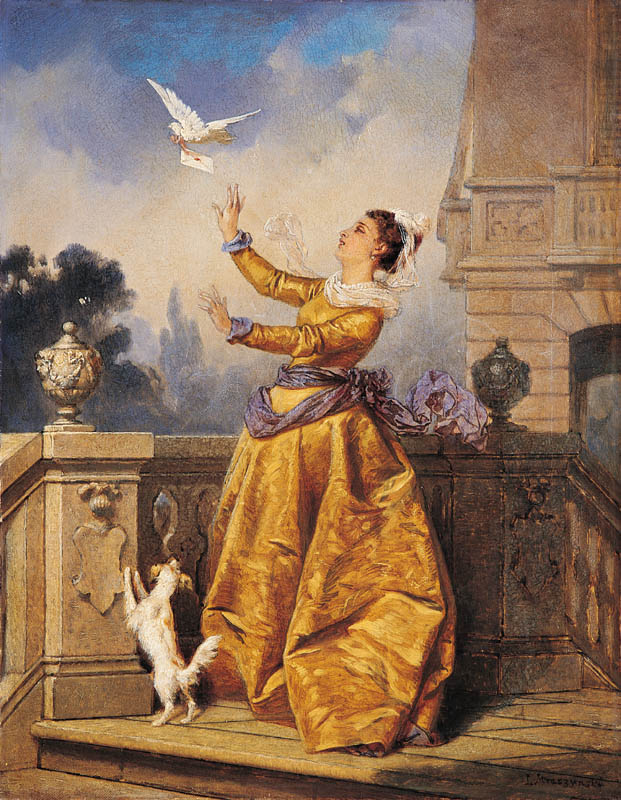
El mensajero del amor de Leonard Straszyński. Dibujo donde se muestra la mensajería animal por medio de una paloma mensajera.

La mensajería animal (o correo animal) es un método utilizado por diferentes países a través de la historia para transportar grandes cantidades de cartas a través de distancias largas, hasta que el uso de vehículos motorizados se popularizó. El correo aún es entregado por animales en algunas regiones remotas que carecen de caminos para acceso vehicular. 
Entre los animales más utilizados para esta labor, se encuentran los camellos, los caballos, los perros, los ponis y las palomas mensajeras.

## Camellos
En Australia, los camellos fueron utilizados para transportar correo y provisiones desde Oodnadatta a Alice Springs hasta cerca de 1929 cuando fue reemplazado por el ferrocarril. El viaje de aproximadamente 520 kilómetros tomaba a los camelleros afganos cerca de cuatro semanas. El servicio fue celebrado por los descendientes de los camelleros en 2002.